# 駐日ジョージア大使館
駐日ジョージア大使館（ジョージア語: საქართველოს საელჩო იაპონიაში、英語: Embassy of Georgia in Japan）は、ジョージア（グルジア）が日本の首都東京に設置している大使館である。在東京ジョージア大使館（ジョージア語: საქართველოს საელჩო ტოკიოში、英語: Embassy of Georgia in Tokyo）とも。
1991年4月9日、ジョージアがソビエト連邦からの独立を宣言。1992年4月3日、日本がジョージアの独立を承認。同年8月3日に両国間の外交関係が樹立され、2007年2月に大使館が開設された。

## 所在地
2024年8月1日より下記の住所で運営されている。旧住所は「東京都港区赤坂1-11-36 レジデンスバイカウンテス220号室」であった。
| 日本語 | 〒107-0061 東京都港区北青山二丁目10-22 K2ビル           |
| 英語   | K2 bldg., 2-10-22, Kitaaoyama, Minatoku, Tokyo 107-0061 |

## 大使
2021年11月25日より、ティムラズ・レジャバが特命全権大使を務めている。

## 著名な在勤者
- ニコロス・アプカザワ
- ダヴィド・ゴギナシュヴィリ